# Chaoyangsauridae
Il Chaoyangsaurus è un dinosauro marginocefalo vissuto nell'attuale Cina tra i 145 e i 151 milioni di anni fa, ovvero nel periodo Titoniano. Il Chaoyangsaurus appartiene all'ordine dei ceratospidi (in Greco antico significa "volto con le corna") e, in quanto tale, era primariamente un erbivoro.

## Scoperta e nome
Nel 1976 i resti del Chaoyangsaurus vennero rinvenuti da Cheng Zhengwu nell'area di Chaoyang, nella Provincia cinese di Liaoning. Si trattava del teschio e di parte dello scheletro di un adulto, in particolare della parte inferiore della scatola cranica, le mandibole inferiori, sette vertebre del collo, la scapola destra e l'omero destro.
Del nome di questo dinosauro esistono numerose versioni: la prima ad essere pubblicata fu Chaoyoungosaurus, che apparve nella guida del museo giapponese in cui il fossile era stato esposto. Si trattava però di un nome privo di una descrizione scientificamente valida, un cosiddetto nomen nudum, per cui non poteva essere accettato dalla comunità degli studiosi. Solo nel dicembre del 1999 venne scelto il nome scientifico da Cheng, Zhao e Xu Xing, che pubblicarono una descrizione ufficiale di questa creatura chiamandola Chaoyangsaurus youngi. Il nome deriva dalla combinazione della parola "Chaoyang", la zona della Cina in cui il fossile era stato ritrovato, con "Yang Zhongjian", nome di un importante paleontologo cinese.

## Descrizione
Nel 2010, il paleontologo Gregory S. Paul stimò che questo dinosauro avesse una lunghezza di circa 1 metro e un peso di appena 6 chilogrammi.
Il piccolo cranio ha una lunghezza di 14 centimetri e termina con il classico becco dei ceratospidi, da cui sporgono verso il basso due denti di forma conica. Nel complesso questa creatura possedeva un totale di 44 denti ricoperti da smalto.